# Ivano Dal Prete
Ivano Dal Prete (...) è un astronomo amatoriale italiano, di professione docente e ricercatore all'Università di Yale..
Si è laureato in storia moderna. Pubblica articoli divulgativi di astronomia.
Il Minor Planet Center gli accredita la scoperta dell'asteroide 25216 Enricobernardi effettuata il 10 ottobre 1998 in collaborazione con Flavio Castellani.